# Worlds Collide (2022)
Worlds Collide (2022) foi o terceiro evento de transmissão ao vivo de luta profissional do Worlds Collide produzido pela WWE. Enquanto o evento foi realizado para lutadores principalmente das divisões de marcas NXT e NXT UK da promoção, o Worlds Collide também contou com alguns lutadores das principais marcas da WWE, Raw e SmackDown. Aconteceu em 4 de setembro de 2022, no WWE Performance Center em Orlando, Flórida. Foi o primeiro evento do Worlds Collide desde 2020 e também o evento final do NXT UK, que será relançado como NXT Europe em 2023.
Cinco lutas foram disputadas no evento, todas as quais eram lutas pelo campeonato interbrand e três viram todos, exceto um dos campeonatos do NXT UK unificados em seus respectivos homólogos do NXT. No evento principal, o Campeão do NXT Bron Breakker derrotou o Campeão do NXT UK Tyler Bate para unificar os dois campeonatos. Outras lutas proeminentes viram a Campeã Feminina do NXT Mandy Rose derrotar a Campeã Feminina do NXT UK Meiko Satomura e Blair Davenport em uma luta triple threat para unificar os dois campeonatos femininos, e Pretty Deadly (Elton Prince e Kit Wilson) derrotaram os Campeões de Duplas do NXT The Creed Brothers (Brutus Creed e Julius Creed), os Campeões de Duplas do NXT UK Brooks Jensen e Josh Briggs e Gallus (Mark Coffey e Wolfgang) em uma luta fatal de eliminação de duplas para unificar os dois títulos de duplas. A Copa Heritage do NXT UK foi o único campeonato que não foi unificado em um campeonato NXT e foi o único campeonato entre as duas marcas que não foi defendido no evento.

## Produção

### Introdução
Worlds Collide é uma série de shows de wrestling profissional que começou em 26 de janeiro de 2019, quando a WWE realizou um torneio interbrand com lutadores do NXT, NXT UK e as já extintas 205 Live. Depois de não ser realizado em 2021, a WWE anunciou em 16 de agosto de 2022, que o Worlds Collide retornaria em 4 de setembro de 2022 e seria realizado no WWE Performance Center em Orlando, Flórida. Será o terceiro evento Worlds Collide e contará com lutadores das marcas NXT e NXT UK. O anúncio também confirmou que este seria o evento final da marca NXT UK antes de entrar em hiato e ser relançada como NXT Europe em 2023. Além da WWE Network nos mercados internacionais, estará disponível para transmissão ao vivo no Peacock no Estados Unidos, devido à fusão da versão americana da WWE Network sob Peacock em março de 2021.

### Histórias
| Função:                | Nome:             |
| ---------------------- | ----------------- |
| Comentadores inglês    | Vic Joseph        |
| Comentadores inglês    | Wade Barrett      |
| Comentadores espanhóis | Marcelo Rodríguez |
| Comentadores espanhóis | Jerry Soto        |
| Anunciadores de ringue | Alicia Taylor     |
| Árbitros               | Adrian Butler     |
| Árbitros               | Chip Danning      |
| Árbitros               | Joey Gonzalez     |
| Árbitros               | Dallas Irvin      |
| Árbitros               | Derek Sanders     |
| Pré-show               | Sam Roberts       |
| Pré-show               | McKenzie Mitchell |

O card incluirá lutas que resultam de histórias roteirizadas, onde lutadores retratam vilões, heróis ou personagens menos distinguíveis em eventos roteirizados que criam tensão e culminam em uma luta ou série de lutas. Os resultados são predeterminados pelos escritores da WWE nas marcas NXT e NXT UK, enquanto as histórias são produzidas nos programas de televisão NXT 2.0 e NXT UK.
No NXT Heatwave, depois que o NXT Champion Bron Breakker manteve com sucesso seu título contra JD McDonagh, o NXT United Kingdom Champion Tyler Bate enfrentou Interruptor. No episódio de 23 de agosto do NXT, Bate e Breakker assinaram um contrato para uma luta de unificação de seus títulos.
No episódio de 23 de agosto do NXT 2.0, depois de Blair Davenport derrotar Indi Hartwell, a NXT Women's Champion Mandy Rose confrontou Davenport e exigiu seu respeito. NXT UK Women's Champion Meiko Satomura se juntou ao confronto, enquanto as duas discutiam quem era melhor. As duas concordaram em uma luta de unificação para seus títulos, com Davenport também sendo adicionada ao combate.
No episódio de 30 de agosto do NXT 2.0, após as NXT Women's Tag Team Champions Katana Chance e Kayden Carter manterem com sucesso seu título contra Ivy Nile e Tatum Paxley, elas foram desafiadas pelas integrantes do Raw, Doudrop e Nikki A.S.H., pelo título no Worlds Collide.
No episódio de 30 de agosto do NXT 2.0, durante uma luta mista de seis tags entre Brooks Jensen, Josh Briggs e Fallon Henley contra Pretty Mortal (Elton Prince e Kit Wilson) e Lash Legend, Gallus (Mark Coffey e Wolfgang) interferiu a favor de Legend e Pretty Deadly e os ajudou a vencer. No mesmo episódio, depois de Joe Coffey e Wolfgang derrotarem The Creed Brothers (Brutus Creed e Julius Creed), ao lado de Damon Kemp, uma briga começou entre as duas equipes, como Pretty Deadly e Briggs e Jensen se juntaram à luta. Isso levou a uma luta fatal de eliminação de duplas de quatro vias entre os NXT Tag Team Champions The Creed Brothers, os NXT UK Tag Team Champions Briggs e Jensen, Gallus e Pretty Deadly em uma luta de unificação para aqueles títulos.
No episódio de 30 de agosto do NXT 2.0, o NXT North American Champion Carmelo Hayes ao lado de Trick Williams, discutiu como ninguém pode igualar o nível de Carmelo, o que trouxe Ricochet, do SmackDown, para desafiar Carmelo pelo título no World Collide. O confronto levou a uma briga com Ricochet de pé, segurando o título para fechar o show.

## Resultados
| Nº                                          | Resultados | Estipulações | Tempo |
| ------------------------------------------- | --- | --- | ----- |
| 1                                           | Carmelo Hayes (c) derrotou Ricochet | Luta individual pelo Campeonato Norte-Americano do NXT                                                                  | 15:57 |
| 2                                           | Pretty Deadly (Elton Prince e Kit Wilson) derrotaram The Creed Brothers (Brutus Creed e Julius Creed) (Campeões de Duplas do NXT) e Brooks Jensen e Josh Briggs (Campeões de Duplas do NXT UK) e Gallus (Mark Coffey e Wolfgang) (com Joe Coffey) | Luta Fatal 4-Way de eliminação de duplas para unificar o Campeonato de Duplas do NXT e o Campeonato de Duplas do NXT UK | 15:34 |
| 3                                           | Mandy Rose (Campeã Feminina do NXT) derrotou Meiko Satomura (Campeã Feminina do NXT UK) e Blair Davenport | Luta Triple Threat para unificar o Campeonato Feminino do NXT e o Campeonato Feminino do NXT UK                         | 13:17 |
| 4                                           | Katana Chance e Kayden Carter (c) derrotaram Doudrop e Nikki A.S.H. | Luta de duplas pelo Campeonato de Duplas Femininas do NXT                                                               | 10:19 |
| 5                                           | Bron Breakker (Campeão do NXT) derrotou Tyler Bate (Campeão do NXT UK) | Luta individual para unificar o Campeonato do NXT e o Campeonato do NXT UK                                              | 17:11 |
| (c) – Refere-se aos campeões antes da luta. | | |       |